# Saliunca
Saliunca is een geslacht van vlinders van de familie bloeddrupjes (Zygaenidae), uit de onderfamilie Procridinae.

## Soorten
- S. aenescens Hampson, 1920
- S. anhyalina Alberti, 1957
- S. assimilis Jordan, 1907
- S. aurifrons Walker, 1865
- S. cyanea Hampson, 1920
- S. cyanothorax Hampson, 1920
- S. chalconota Hampson, 1920
- S. egeria Bethune-Baker, 1913
- S. flavifrons (Plötz, 1880)
- S. flavifrontis Bryk, ????
- S. fulviceps Hampson, 1920
- S. homochroa (Holland, 1897)
- S. ignicincta de Joannis, 1912
- S. kamilila Bethune-Baker, 1911
- S. meruana Aurivillius, 1910
- S. metacyanea Hampson, 1920
- S. mimetica Jordan, 1907
- S. msila (Vuillot, 1892)
- S. nkolentangensis Strand, 1913
- S. orphnina Hering, 1931
- S. pallida Alberti, 1957

- S. rubriventris Holland, 1920
- S. rufidorsis (Plötz, 1880)
- S. sapphirina Hampson, 1920
- S. solora (Plötz, 1880)
- S. styx (Fabricius, 1775)
- S. sufidorsis (Plötz, 1880)
- S. triguttata Aurivillius, 1925
- S. ugandana Jordan, 1908
- S. ventralis Jordan, 1907
- S. vidua Rebel, 1914